# 弗拉基米罗夫卡村委员会
弗拉基米罗夫卡村委员会（俄语：Владимировский сельсовет）是俄罗斯联邦阿斯特拉罕州叶诺塔耶夫卡区所属的一个村委员会。其下辖有1个居民点，行政中心为弗拉基米罗夫卡。据2015年统计，该村委员会的人口为924人。